# Xã Summit, Quận Potter, Pennsylvania
Xã Summit (tiếng Anh: Summit Township) là một xã thuộc quận Potter, tiểu bang Pennsylvania, Hoa Kỳ. Năm 2010, dân số của xã này là 188 người.